# Изя
Изя (иврит יצחק (Itzhak) или יצחקי (Itzhaki) — мужское и женское имя еврейского происхождения.

## Формы и варианты
Имя Изя производное от имён Изольда, Зосима, Израэль, Изяслав. Варианты написания могут быть различными, например, Изья, Изей, Изе, Изик, Изюша, Изяслав. Также возможны варианты произношения, в зависимости от региона и национальности. Например, в русском языке имя Изя может произноситься как «Изья» или «Изя», в еврейском — как «Изе» или «Изик».
Это имя имеет глубокое историческое значение и часто используется в еврейской культуре. Оно имеет множество форм и вариантов, что позволяет каждому выбрать наиболее подходящий вариант для себя.

## Известные люди
Данное имя так же является самостоятельным именем, известные люди с таким именем:
Герштейн, Изя Абрамович
Шлосберг, Изя Мовшавич
Ижлен, Изиа

## Транслитерация имени
Izya — согласно ISO 9 — международный стандарт транслитерации кириллицы посредством латиницы (в России ГОСТ 7.79—2000).
Izia — для водительских удостоверений (Приказ МВД № 995 от 20 октября 2015 года), загранпаспортов (Приказ МИД РФ от 12 февраля 2020 года № 2113), авиабилетов, ж/д билетов.
Izia — для международных телеграмм (Инструкция Министерства РФ по связи и информатизации 2001 года).